# PKS MOS Zbąszyń
PKS MOS Zbąszyń (unihokej) – polska kobieca drużyna unihokeja, będąca częścią wielosekcyjnego klubu, który został założony w 2009 roku w miejscowości Zbąszyń. Drużyna zadebiutowała w Ekstralidze kobiet w sezonie 2013/2014

## Sukcesy

### Krajowe
Ekstraliga polska w unihokeju kobiet
- 2. miejsce - 2019/2020
- 3. miejsce - 2017/18
- 5. miejsce - 2016/17
- 5. miejsce - 2015/16
- 4. miejsce - 2014/15
- 5. miejsce - 2013/14